# Kanton Captieux
Kanton Captieux (fr. Canton de Captieux) je francouzský kanton v departementu Gironde v regionu Akvitánie. Tvoří ho šest obcí.

## Obce kantonu
- Captieux
- Escaudes
- Giscos
- Goualade
- Lartigue
- Saint-Michel-de-Castelnau